# 侍所
侍所為日本鎌倉時代時代由源賴朝設立的的軍事及警察機關，源賴朝在舉兵進擊平氏之後，於西元1180年11月在鎌倉設立一種政治性質的機關──侍所，其職務平時為統率召集家臣（御家人）及處分罪犯；戰時則統領軍務及奉行軍令，權力相當大，是為武士抬頭的表徵也是幕府政治的濫觴。
和田義盛為第一任侍所長官（稱為別當）。
室町時代的侍所同樣掌管軍事與警察機構，負責京都內外的警衛和刑事裁決。長官稱為侍所頭人，由赤松氏、一色氏、山名氏和京極氏輪流擔任，為幕府中僅次於管領的職務，並列為「三管四職」。